# Distrito de Szolnok
El distrito de Szolnok (húngaro: Szolnoki járás) es un distrito húngaro perteneciente al condado de Jász-Nagykun-Szolnok.
En 2013 su población era de 118 245 habitantes. Su capital es Szolnok, que también es la capital del condado.

## Municipios
El distrito tiene 5 ciudades (en negrita), una de ellas con estatus de ciudad de derecho condal (la capital Szolnok), y 13 pueblos (población a 1 de enero de 2012):
- Besenyszög (3372)
- Csataszög (295)
- Hunyadfalva (169)
- Kőtelek (1571)
- Martfű (6435)
- Nagykörű (1651)
- Rákóczifalva (5359)
- Rákócziújfalu (2002)
- Szajol (3734)
- Szászberek (969)
- Szolnok (74 341) – la capital
- Tiszajenő (1642)
- Tiszasüly (1370)
- Tiszavárkony (1526)
- Tószeg (4380)
- Újszász (6360)
- Vezseny (692)
- Zagyvarékas (3512)